# Freedom (álbum de Akon)
Freedom é o terceiro álbum de estúdio do cantor Akon. Foi lançado no dia 2 de dezembro de 2008. A produção do álbum começou em finais de 2007 e terminou no final do verão de 2008. Originalmente, o álbum era para ser chamado Acquitted, que mais tarde seria confirmado pela Universal Music para ser intitulado Freedom.
O álbum estreou em 7º na Billboard 200, vendendo 110 mil cópias sua primeira semana. O primeiro single lançado do álbum, "Right Now (Na Na Na)", estreou em 8º no Billboard Hot 100. O segundo single foi "I'm So Paid", com Lil Wayne & Young Jeezy. "Beautiful", o terceiro single, estreou em 19º no Hot 100.

## Faixas
| N.º | Título                                                 | Produtor(es)                   | Duração |  |
| 1.  | "Right Now (Na Na Na)"                                 | Akon, Giorgio Tuinfort         | 4:01    |  |
| 2.  | "Beautiful" (Feat. Colby O'Donis & Kardinal Offishall) | Akon, Jaylien 2010             | 5:13    |  |
| 3.  | "Keep You Much Longer"                                 | Akon, Giorgio Tuinfort         | 4:21    |  |
| 4.  | "Troublemaker" (Feat. Sweet Rush)                      | Akon, Timothy Walls            | 3:57    |  |
| 5.  | "We Don't Care"                                        | Akon, Giorgio Tuinfort         | 4:16    |  |
| 6.  | "I'm So Paid" (Feat. Young Jeezy & Lil Wayne)          | Akon, Detail                   | 4:24    |  |
| 7.  | "Holla Holla" (Feat. T-Pain)                           | Akon, T-Pain                   | 3:00    |  |
| 8.  | "Against the Grain" (Feat. Ray Lavender)               | Akon, RedOne                   | 4:04    |  |
| 9.  | "Be with You"                                          | Akon, Hakim                    | 3:51    |  |
| 10. | "Sunny Day" (Feat. Wyclef Jean)                        | Akon, RedOne                   | 5:13    |  |
| 11. | "Birthmark"                                            | Akon, Giorgio Tuinfort, Detail | 4:23    |  |
| 12. | "Over the Edge"                                        | Akon, Giorgio Tuinfort         | 4:27    |  |
| 13. | "Freedom"                                              | Akon, Giorgio Tuinfort         | 4:14    |  |

Faixas bônus (iTunes)
| Lista de faixas |                                 |              |         |  |
| N.º             | Título                          | Produtor(es) | Duração |  |
| 14.             | "I'm So Paid" (Feat. Lil Wayne) | Akon, Detail | 3:22    |  |

Faixa bônus (Reino Unido)
| Lista de faixas |              |              |         |  |
| N.º             | Título       | Produtor(es) | Duração |  |
| 14.             | "Clap Again" | Akon, Hakim  | 5:11    |  |

Faixa bônus (Limitada)
| Lista de faixas |                                          |              |         |  |
| N.º             | Título                                   | Produtor(es) | Duração |  |
| 14.             | "Be With You" (parcialmente em Mandarim) | Akon, Hakim  | 4:34    |  |

Faixa bônus (Brasil)
| Lista de faixas |                              |                    |         |  |
| N.º             | Título                       | Produtor(es)       | Duração |  |
| 14.             | "Beautiful" (Feat. Negra Li) | Akon, Jaylien 2010 | 3:53    |  |
| 15.             | "Clap Again"                 | Akon, Hakim        | 5:11    |  |

Faixa bônus (México)[carece de fontes?]
| Lista de faixas |                                 |                    |         |  |
| N.º             | Título                          | Produtor(es)       | Duração |  |
| 14.             | "Beautiful" (Feat. Dulce Maria) | Akon, Jaylien 2010 | 3:53    |  |

## Desempenho e posições
| Paradas (2008)                   | Melhor posição |
| -------------------------------- | -------------- |
| Urban ARIA Charts                | 3              |
| ARIA Charts                      | 20             |
| Ultratop 50 (Flanders)           | 12             |
| Top 30 Álbuns                    | 1              |
| Canadian Albums Chart            | 4              |
| Billboard 200                    | 7              |
| Billboard Top R&B/Hip-Hop Albums | 3              |
| IFPI Greece                      | 27             |
| UK Albums Chart                  | 6              |
| UK R&B Chart                     | 1              |

### Certificações
| País        | Certificado |
| ----------- | ----------- |
| Austrália   | Ouro        |
| Reino Unido | Platina     |
| Canadá      | Platina     |